# イタリア車

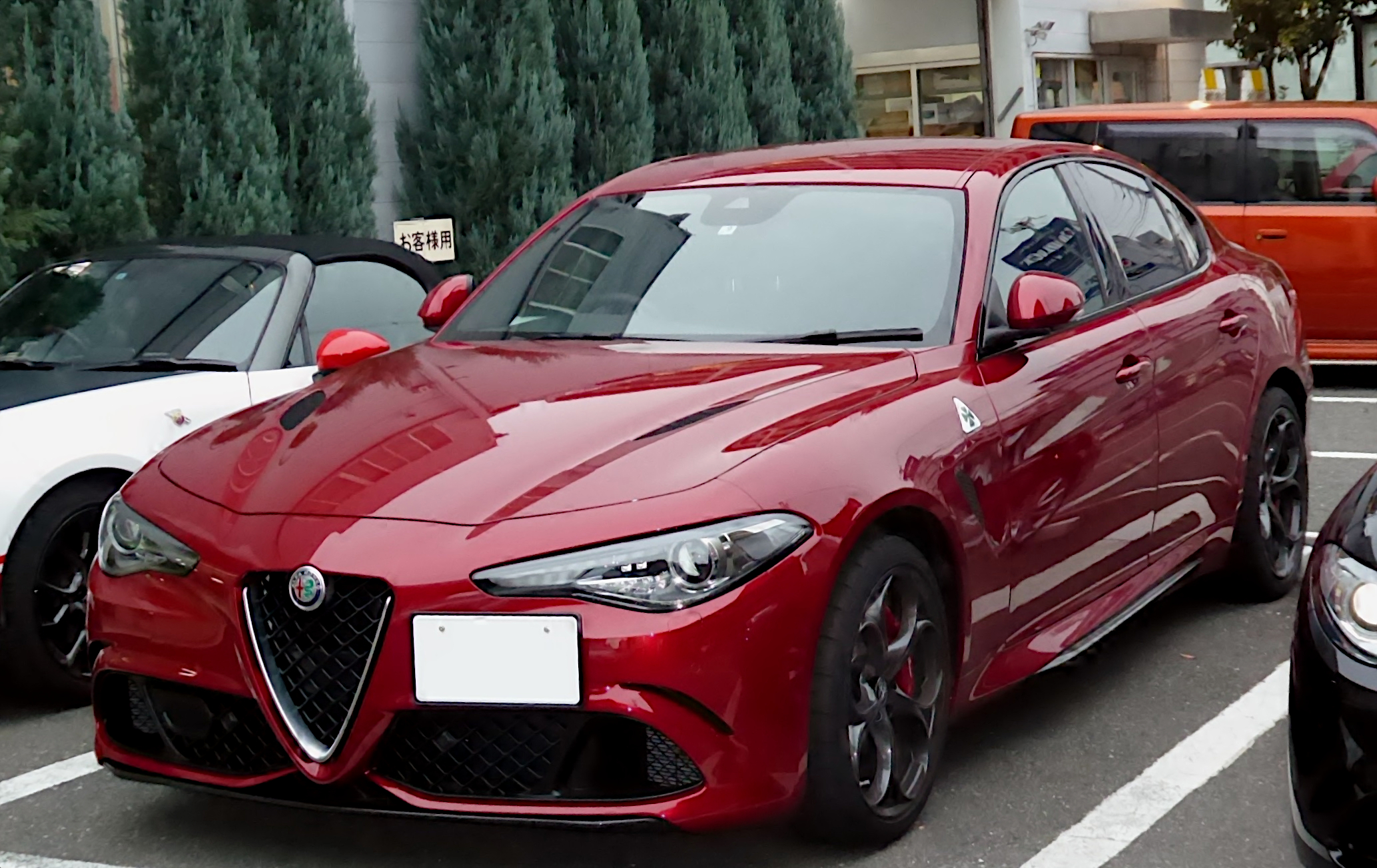
アルファロメオ・ジュリア
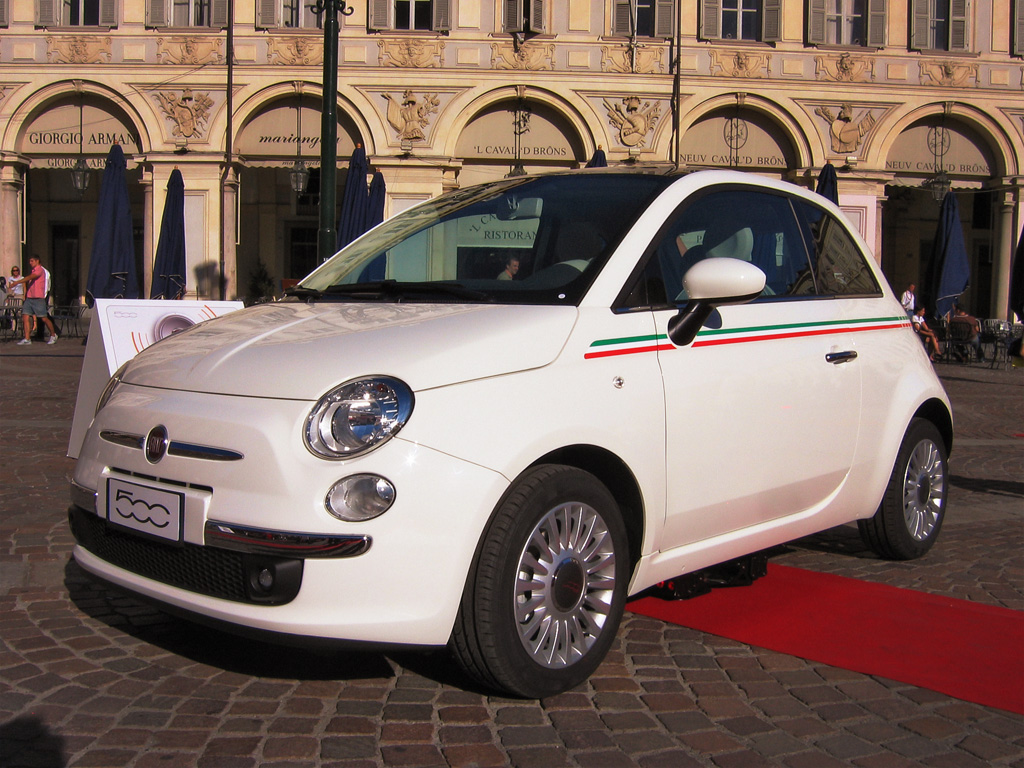
フィアット・500
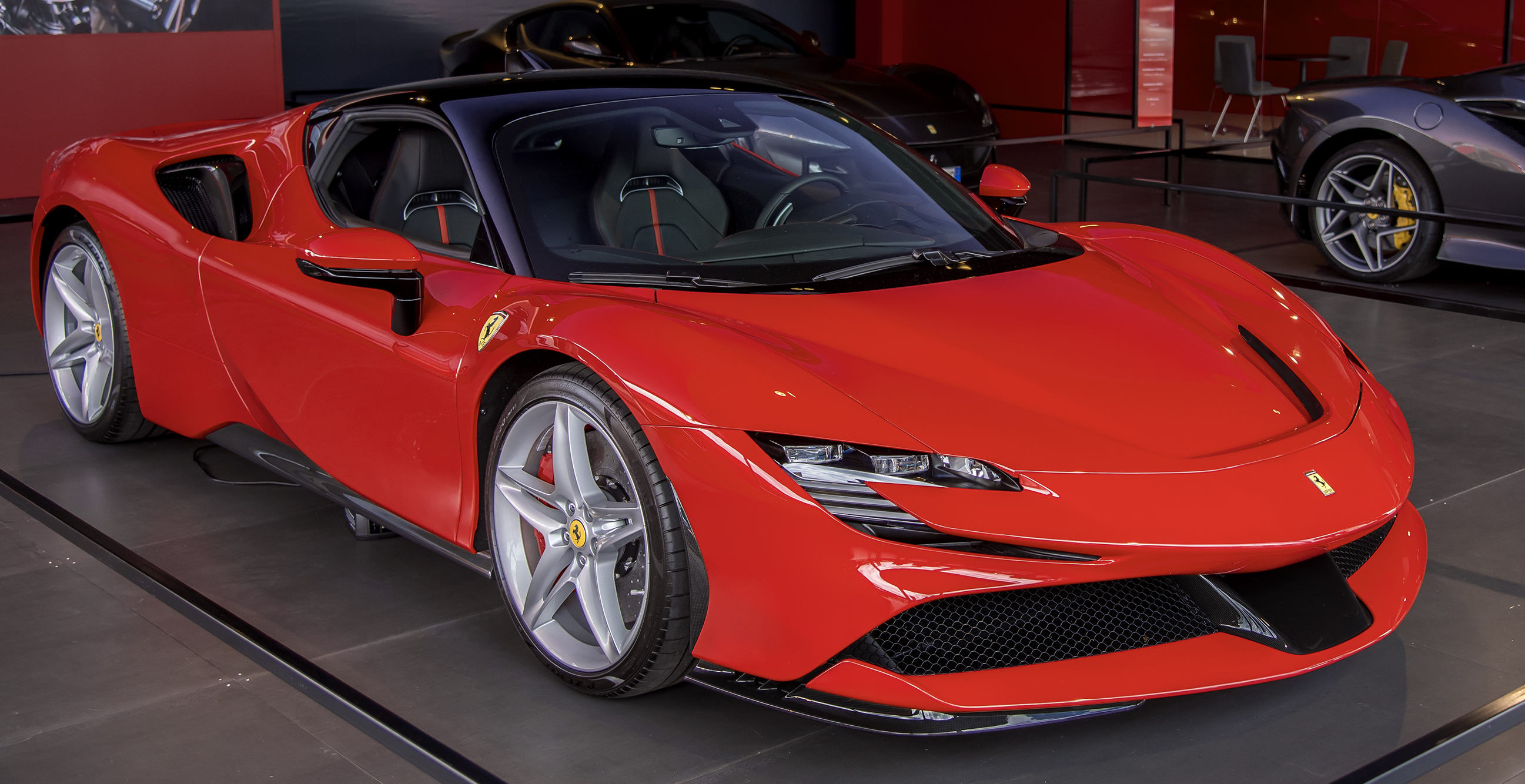
フェラーリ・SF90ストラダーレ
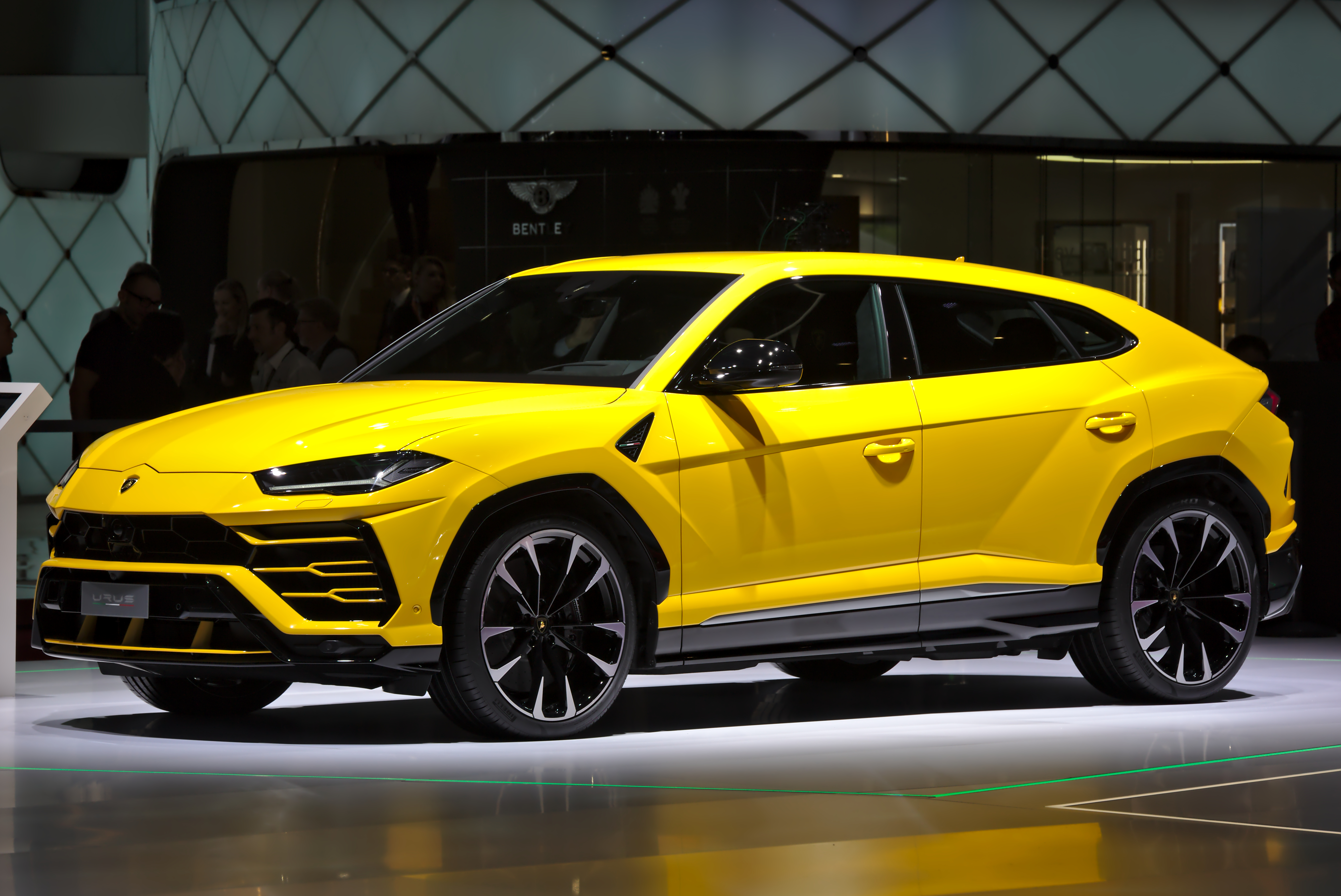
ランボルギーニ・ウルス

イタリア車（イタリアしゃ）とは、イタリアで生産される自動車（イタリア製自動車）、もしくはイタリアを本拠とするメーカーやブランドが販売する自動車（イタリアブランド車）のことである。日本には「イタ車」という略称がある。

## 特徴

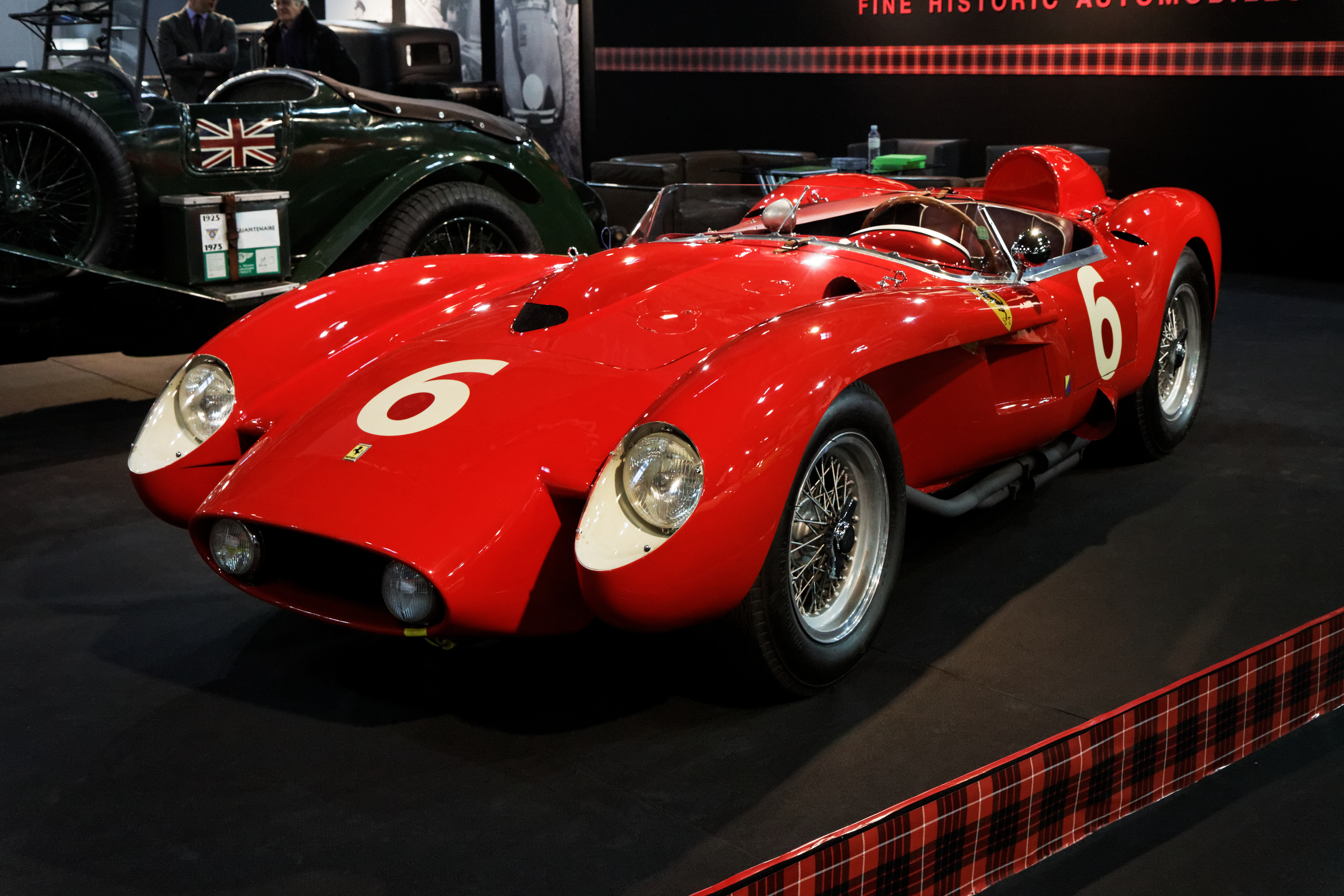
これまでに作られた中で最も美しいボディデザインの1つとして知られるフェラーリ・250TR（1957年）。イタリアのカーデザインは、しばしば彫刻的で官能的と形容される。

フランス車と同等かそれ以上に耽美的な傾向があり、時には奇抜、時には流麗と評されるデザインが特徴で、実用性重視のドイツ車と大きく異なる。特に、他国では戦後にほとんど消滅してしまった自動車のデザインを専門とするメーカーであるカロッツェリア（コーチビルダー）が戦後も存続していることが大きく、ピニンファリーナ、ジウジアーロ、ガンディーニ、ベルトーネ、ミケロッティなど数多くの有名デザイナーが名作を生み出してきた。
イタリアの交通環境は旧市街が多く道幅が狭いため、大衆車はフランス車と同様に小型車が重宝されている。一方でモータースポーツに熱狂的な土地柄であり、大規模なスポーツカー・スーパーカーメーカーが複数存在するなど、趣味性が強い車も多い。自動車産業の中心地はイタリア北部であり、ミラノやトリノ、エミリア＝ロマーニャ州にメーカーの大半が所在している。
かつてイタリアの警察が導入する車両には国産車枠があったものの、国内メーカーがプレミアム路線となり価格が上昇したことや、実用性の高い車種が減ったこともあり、2006年からは完全な競争入札に切り替わった。
なお、イタリアでは国外で製造された製品に対して、イタリアを連想させる名称の使用を禁じる法律が制定されている。2024年にはアルファロメオが新型車「ミラノ」を発表したが、ポーランドで生産されることから前述の法律に反するため、発表から5日後に車名を「ジュニア」に改めている。

## 主なイタリア車
- ステランティス（旧フィアット・クライスラー・オートモービルズ）
  - フィアット（FIAT）
  - アルファロメオ (Alfa Romeo)
  - ランチア（Lancia）
  - マセラティ（MASERATI）
  - アバルト（ABARTH）
- フェラーリ（Ferrari）
- イヴェコ
- ランボルギーニ（Lamborghini、フォルクスワーゲングループ傘下）
- カヴァーリ (QVALE、消滅)
- パガーニ・アウトモビリ (Pagani Automobili）
- マイクロ・VETT（MICRO-VETT）
- ピアッジオ（Piaggio）

## 主なカロッツェリア
カロッツェリア（伊: carrozzeria）は、イタリア語で自動車（四輪車）製作所（製作場）もしくは四輪車を製造すること、または四輪車の車体を意味する。
- カロッツェリア・ギア（Carrozzeria Ghia SpA、米フォード・モーター傘下）
- ピニンファリーナ（Pininfarina）
- ベルトーネ（Bertone）
- ザガート（Zagato）
- イタルデザイン・ジウジアーロ（Italdesign Giugiaro、独フォルクスワーゲングループ）
- イデア（I.DE.A）（I-DE-A INSTITUTE）
- フィオラヴァンティ（FIORAVANTI）
- ストーラ（STOLA）
- キメラ・アウトモビリ(KIMERA)